# Mejnoun
Mejnoun is muziekalbum van de Algerijnse muzikant en componist Safy Boutella uit 1992. Het album is uitgegeven door Indigo Records.

## Afspeellijst
| Nr. | Titel        | Duur |
| --- | ------------ | ---- |
| 1.  | Sud          | 4:09 |
| 2.  | Orient       | 8:20 |
| 3.  | Nomade       | 5:25 |
| 4.  | Shiria       | 5:23 |
| 5.  | Mejnoun      | 6:32 |
| 6.  | Apres-Demain | 4:31 |
| 7.  | Khmous Alik  | 6:29 |
| 8.  | Sister's     | 3:51 |
| 9.  | Sourire      | 2:06 |

## Bezetting
- Karim Ziad - drums
- Youcef Boukella - bas
- Nguyen Le - gitaar
- Dominique Pifarély - elektrische viool
- Naná Vasconcelos - slaginstrument
- Noureddine Boutella - keyboard, gitaar
- Mokhtar Samba - drums (bij "Shiria" en "Khmous Alik")
- Mejdoub Ftati - elektrische viool (bij "Orient")
- Rabah Khalfa - slaginstrument (bij "Orient")
- Sylvie Ayoun - zang (bij "Sud")
- Safy Boutella - componist